# Londoni randevú (film, 1938)
A Londoni randevú (eredeti cím: The Lady Vanishes) 1938-ban bemutatott fekete-fehér angol thriller Alfred Hitchcock rendezésében. A forgatókönyv Ethel Lina White The Wheel Spins című könyve alapján készült.
A Londoni randevú Hitchcock utolsó előtti olyan filmje, amit Angliában készített (1939-ben még itt készült a Jamaica Inn, ezután a rendező Hollywoodba költözött). A film igen sikeres volt, az előző három filmjével ellentétben. A film sikere tette lehetővé, hogy kedvező ajánlatot kapjon az Egyesült Államokban való munkára.
1979-ben és 2013-ban azonos címmel (The Lady Vanishes) a filmnek egy-egy új feldolgozása készült.

## Cselekmény
Egy Bandrika nevű kitalált országban (ami valahol a civilizálatlan Balkánon van), a második világháború előestéjén egy kis település szállodájában ragadnak az utasok egy lavina miatt, ami elzárja az induló vonat útját.
A szállodás a nemzetközi vendégsereg okozta zűrzavarban előnyben részesít három fiatal (feltehetően amerikai) hölgyet, akik rendszeres látogatói a szállodának, és most egyikük házassága előtti kiránduláson vettek részt. Két angol úriember (akik szeretnének visszajutni Angliába, és csak az angol krikettbajnokság eredményeire kíváncsiak) Magyarországon a himnusz meghallgatása miatt lekésték a vonatot. Az ebédlőben azzal szembesülnek, hogy már nem kapnak vacsorát, mert a konyha bezárt. Egy idős hölgy felajánlja nekik a sajtját és elmondja, hogy ő angol nevelőnő, aki hat év után visszatér Angliába.
Éjszaka a szálloda előtt egy férfi énekel gitárral, amit az idős hölgy élvezettel hallgat, majd egy fémpénzt dob le neki. A férfi hirtelen abbahagyja az éneklést, amikor valaki hátulról betapasztja a száját és elvonszolja.
A fiatal hölgy, Iris Henderson önálló szobában alszik, de csak rövid ideig, mert a fölötte lévő szobából olyan hangos lábdobogás hallatszik, hogy a csillárja kileng. Kiderül, hogy egy angol fiatalember népdalok és néptáncok gyűjtésével foglalkozik, és a szobájában népviseletbe öltözött két férfi és egy asszony ropják a táncot, amihez ő szolgáltatja a zenét klarinéton. Iris panaszt tesz és pénzt ad a szállodásnak, mire az kiköltözteti a fiatalembert, ő azonban szemtelen módon Iris szobájába fészkeli be magát. Erre Iris visszaadatja neki a szobát.
Másnap reggel a társaság felkerekedik, hogy az egyetlen vonattal távozzanak. Mivel Iris és az idős hölgy is Angliába készül, megbeszélik, hogy együtt utaznak. Az indulás előtt egy virágtartó zuhan le az emeletről és Iris fejét találja el. Kissé megszédül tőle, de azt mondja, hogy jól érzi magát és elbúcsúzik barátnőitől.
Iris és az idős hölgy egy kupéba ülnek. Rajtuk kívül a kupéban van még egy bűvészféle férfi egy kisfiúval és két nő, de látszólag egyikük sem ért angolul. Iris és az idős hölgy teázni mennek az étkezőkocsiba, ahol a hölgy bemutatkozik és leírja a nevét az ablaküvegre: „Froy” (amit könnyű összetéveszteni a Freud névvel). Miss Froy a saját mexikói teáját adja oda a pincérnek, hogy azt készítse el. Amikor visszamennek a helyükre, Iris fejfájásra panaszkodik, mire a hölgy pár csepp kölnit zsebkendőre csöppent, amivel Iris bekeni a homlokát, majd elszunyókál. Amikor felébred, az idős hölgy nincs sehol és néhány utas is kicserélődött.
Iris keresni kezdi Miss Froyt, de utastársai nem értik, mit akar. Az étkezőkocsiban a pincér azt állítja, hogy Iris egyedül volt és a számlát is megmutatja, amin egyetlen tea felszolgálása szerepel. Iris találkozik a kellemetlen fiatalemberrel, Gilberttel, és innentől kezdve együtt keresik az idős hölgyet. Rekonstruálják az eseményeket, arra számítva, hogy valaki megerősíti Iris információit, ugyanis az étkezőkocsi felé haladva Miss Froy a vonat döccenése miatt majdnem beesett egy fülkébe, és a teához a két angoltól kérte el a cukrot (akik a szállodában is és itt is krikettel foglalkoznak). A fülkében egy férfi és egy nő ül, azonban nem házasok, ezért azt mondják, nem látták a hölgyet. A két angol úgy véli, hogy Irisnak hisztériás rohama van, ahogy a szállodában is (megharagudtak rá, mert nekik a cselégszobában jutott csak hely, ahol közös ágyban kellett aludniuk).
Iris és Gilbert a poggyászkocsiig is eljutnak, ahol a bűvész ládái között megpillantják a földön Miss Froy összetört szemüvegét. Feltűnik a bűvész, és verekedni kezdenek Gilberttel. Gilbertnek sikerül legyűrnie és egy ládába gurítja a bűvészt, azonban a láda őhozzá tartozik és észrevétlenül távozik belőle.
A folyosón Dr. Egon Hartz agysebész tűnik fel, aki érdekesnek találja Iris beszámolóját és hallucinációnak tartja, ami az indulás előtti ütés következménye. Elmondja, hogy egy rossz állapotban lévő pácienst fognak feltenni a vonatra a következő állomáson, akit nem sokkal később meg fog operálni. Iris és Gilbert figyelik a vonat két oldalát és nem látják Miss Froyt leszállni, ezért meggyőződésük, hogy a hölgy még a vonaton van.
A férfi és a nő párbeszédéből kiderül (akiknek a fülkéjébe az idős hölgy majdnem beesett), hogy mindketten házasok, ezért, hogy kapcsolatuk titokban maradjon, azt kellett mondaniuk, hogy nem látták az idős hölgyet.
A felszállított nagy beteg a feje búbjáig be van kötözve, és amikor közelebbről meg akarják nézni, Dr. Hartz hevesen tiltakozik, a beteg állapotára hivatkozva. Ugyanakkor Gilbert megjegyzi, hogy kísérőjén, az ápolónőn magas sarkú cipő volt. Később visszamennek és amikor megbontják a kötést, kiderül, hogy Miss Froy van bebugyolálva. Kiszabadítják, de a kocsit valakik mellékvágányra terelik a mozdonnyal együtt, végül a szerelvény megáll. Egy egyenruhás tiszt lép be a vasúti kocsiba, akit leütnek egy székkel. Lövöldözés tör ki, a fák közül lőni kezdenek rájuk. A tiszt fegyverével viszonozzák a tüzet és az egyik férfinél is van fegyver. Miss Froy félrehívja Irist és Gilbertet és elárulja nekik, hogy ő valójában hírszerző, és mielőtt elmenekülne (mert őt akarják megölni) megtanít Gilbertnek egy dallamot, ami kódolva egy titkos üzenetet rejt, amit a Külügyminiszterhez kell eljuttatni (ha neki nem sikerülne élve hazajutni). Miután Miss Froy távozik, Gilbert előremegy a mozdonyhoz, és visszairányítja a normál vonalra.
Iris és Gilbert visszaérkezik Londonba. Gilbert idegesen fütyörészi a rá bízott dallamot, pedig azt már Iris is kívülről ismeri. Iris a vőlegényére vár, de amikor az megjelenik, hirtelen beugrik egy taxiba, Gilbert utána megy és a taxiban csókolózni kezdenek.
Amikor a külügyminiszter behívatja őket a szobájába, Gilbertbe belehasít, hogy elfelejtette a fontos dallamot, de ekkor zongoraszót hallanak, amin a kódolt dallamot játssza valaki. Amikor kinyílik az ajtó, láthatóvá válik, hogy Miss Froy ül a zongoránál.

## Szereposztás
| - Margaret Lockwood (Fehér Anna) – Iris Henderson - Michael Redgrave (Szersén Gyula) – Gilbert - Paul Lukas (Surányi Imre) – Dr Egon Hartz agysebész - May Whitty (Győri Ilona) – Miss Froy - Cecil Parker (Horkai János) – Mr. Todhunter - Linden Travers (Almási Éva) – "Mrs." Todhunter - Naunton Wayne (Varga T. József) – Caldicott (egyik angol) - Basil Radford (Miklósy György) – Charters (másik angol) - Mary Clare (?) – bárónő (utas a fülkében) | - Emile Boreo (Koroknay Géza) – hoteligazgató - Googie Withers (Földessy Margit) – Blanche - Sally Stewart (Kiss Mari) – Julie - Philip Leaver (?) – Signor Doppo - Selma Vas Dias (?) – Signora Doppo - Catherine Lacey (?) – ápolónővér apáca - Josephine Wilson (Szerencsi Éva) – Madame Kummer - Charles Oliver (Cs. Németh Lajos) – idegen tiszt - Kathleen Tremaine (?) – Anna |

megjegyzés

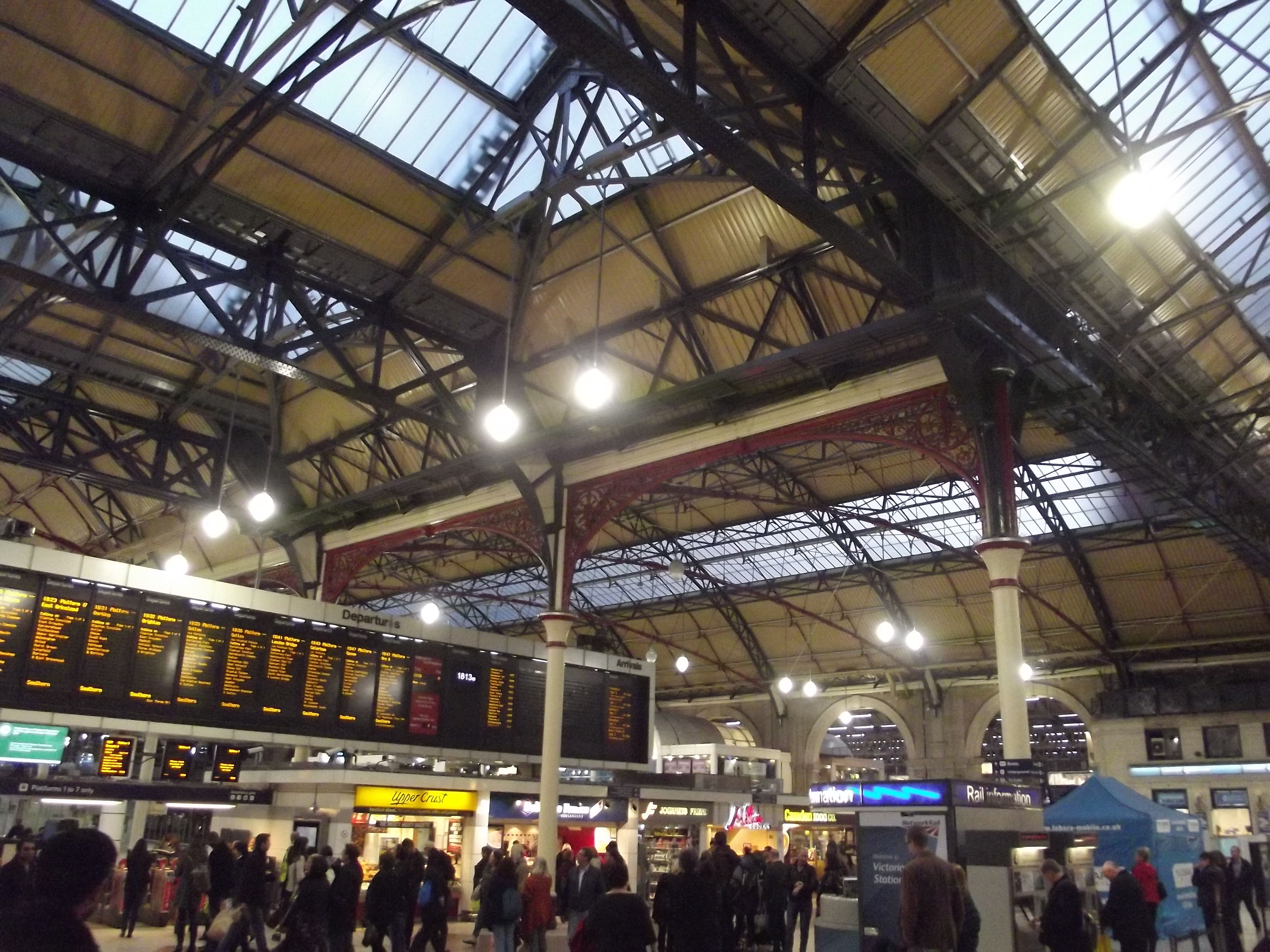
A londoni Victoria pályaudvar napjainkban

- Alfred Hitchcock szokásához híven kameo-szerepben megjelenik a filmben (a film vége felé) a londoni Victoria pályaudvaron: fekete kabátban lévő, cigarettázó férfi.[6]
- Ebben a filmben szerepel első ízben a vígjáték-páros Charters and Caldicott.

## A film készítése
A film címe eredetileg The Lost Lady lett volna, és Edward Black producer a fiatal amerikai rendezőt, Roy William Neillt bízta meg. A stáb leutazott Jugoszláviába, hogy megfelelő háttérfelvételeket készítsenek a filmhez, de amikor a jugoszláv rendőrségnek véletlenül tudomására jutott, hogy előnytelenül ábrázolják őket, kirúgták a stábot az országból. Egy évvel később Hitchcock kapta meg a megbízást. Hitchcock a forgatókönyvírókkal közösen módosította a történet elejét és végét, hogy szorosabb legyen a cselekmény. Hitchcock eleinte azt szerette volna, ha a női főszerepet Lilli Palmer játssza, de később Margaret Lockwood kapta meg a szerepet, annak ellenére, hogy kevéssé ismert színésznő volt. Lockwood kedvelte az Ethel Lina White által írt történetek hősnőit, és elvállalta a szerepet. Michael Redgrave szintén ismeretlennek számított a mozinézők előtt, de színházban már nevet szerzett magának. Eleinte nem akarta elvállalni a szerepet, de John Gielgud meggyőzte. Ez volt Redgrave első filmfőszerepe, ami után nemzetközileg ismertté vált.

## Forgatási helyszínek
A filmet az Islingtoni stúdióban, Shepherd's Bushban és egy hampshire-i helyszínen forgatták, továbbá a Longmoor katonai táborban.

## Fogadtatás
A film már megjelenésekor siker lett az Egyesült Királyságban, ez lett anyagilag a legsikeresebb angol film abban az időben. New Yorkban szintén sikert aratott.
Az amerikai filmkritikusok véleményét összegző Rotten Tomatoes 97%-ra értékelte 36 vélemény alapján.

## Díjak, jelölések
1938-ban a The New York Times az év filmjének választotta.
1939-ben Alfred Hitchcock megkapta a New York-i filmkritikusok által adományozott „legjobb rendező” díjat. Hitchocknak ez lett az egyetlen „legjobb rendező” díja egész karrierje során.

## Megjelenése
A film 2000. november 9-én jelent meg DVD-n.

## Eltérések a könyvhöz képest
Hitchcock filmjének cselekménye jelentősen eltér White könyvének cselekményétől. A The Wheel Spins című könyvben Miss Froy egy ártatlan idős hölgy, aki nyolcvanéves szüleit akarja meglátogatni. Elrabolják, mert véletlenül megtudott valamit, aminek fontosságát nem ismeri fel, de a helyi hatóságoknak gondot okozna, ha kitudódna. Iris zavarodottsága napszúrás következménye. A könyvben a vonat nem áll meg sehol, és nincs a történetben lövöldözés.
Ezeken kívül a mellékszereplők is eltérőek: a filmbeli Gilbert karaktere a könyvben egy Max Hare nevű mérnök, aki gátat épít a hegyekben. Van egy professzor, aki idegen nyelveket ismer, ő tolmácsol Iris és Max részére a bennszülöttek felé (ezt a feladatot a filmben Gilbert látja el).

## Fordítás
- Ez a szócikk részben vagy egészben  a   The Lady Vanishes (1938 film) című angol Wikipédia-szócikk fordításán alapul.  Az eredeti cikk szerkesztőit annak laptörténete sorolja fel. Ez a jelzés csupán a megfogalmazás eredetét és a szerzői jogokat jelzi, nem szolgál a cikkben szereplő információk forrásmegjelöléseként.